# Hanko (Stempel)

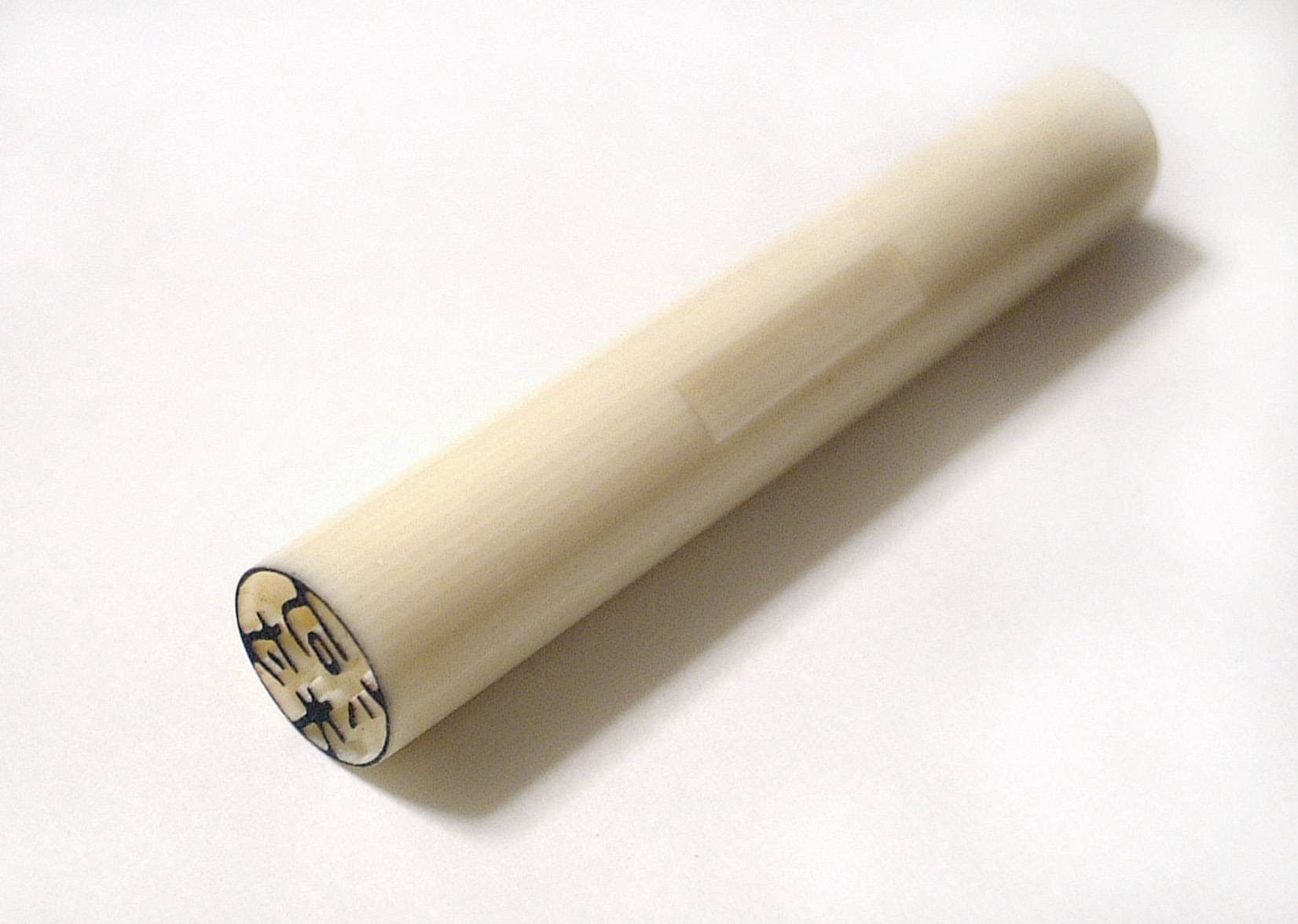
Einfache Plastikversion eines Namensstempels

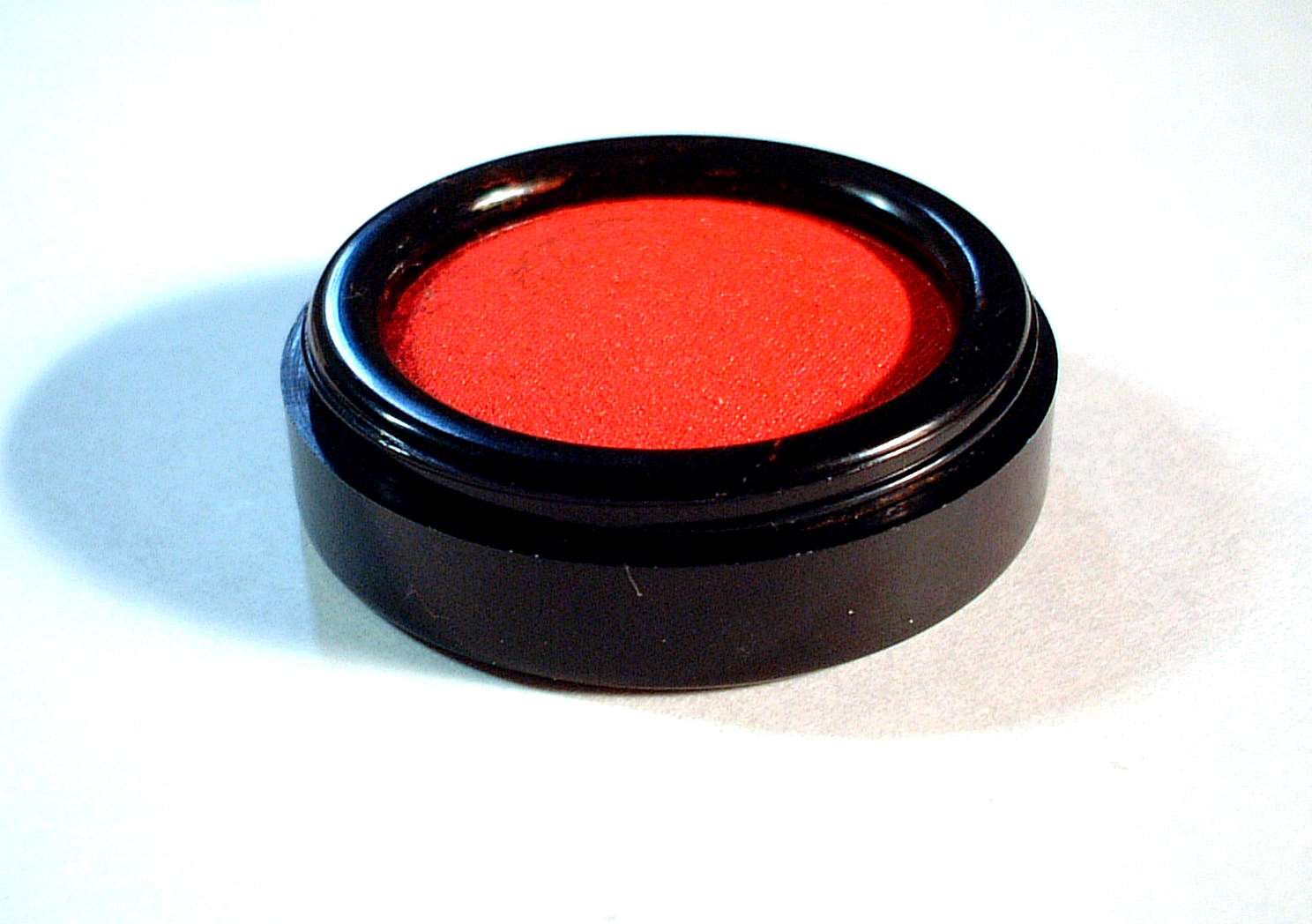
Ein Stempelkissen (朱肉)

Hanko (jap. 判子) bzw. Inkan (印鑑) sind Namensstempel, die in Japan die gleiche Funktion haben wie in Europa die Unterschrift. Sowohl Unternehmen, Gesellschaften als auch Privatpersonen können Hanko führen.
Die Stempel werden für den Gebrauch mit einer Paste aus Zinnober und Öl sowie Seide oder Pflanzenfasern als Bindemittel eingefärbt. Nach Gebrauch werden sie sorgfältig gereinigt.

## Arten
Hanko können in folgende Arten mit absteigendem Grad an Formalität unterteilt werden:
- Jitsuin (実印, „echter Stempel“): Dies sind behördlich registrierte Stempel. Sie sind für Geschäfte und Verträge erforderlich, in denen eine beglaubigte Unterschrift zwingend ist.
- Ginkō-in (銀行印, „Bankstempel“): Dies sind Stempel, die nicht registriert sind und für untergeordnete Zwecke eingesetzt werden. Ihre Zuordnung zu einer Person erfolgt intern im Rahmen ihres Einsatzes (z. B. Bankgeschäfte).
- Mitome-in (認め印, „Privatstempel“): Einsatz für beliebige Fälle, in denen „einfach“ eine Unterschrift geleistet wird (Quittungen, Eigentumsnachweis usw.). Diese sind ebenfalls unregistriert und beinhalten meist nur den Familiennamen.

## Jitsuin
Jitsuin werden von einer Behörde registriert. Dort erhält man einen „zertifizierten Siegelabdruck“ (印鑑登録証明書, inkan tōroku shōmeisho). Für ein Geschäft/Vertrag, der den Jitsuin vorschreibt ist ein weiteres Dokument erforderlich, welches ebenfalls alle Daten aufweist, von der Behörde angefordert wird und dem Vertrag beigefügt wird. Jede Person kann sich nur einen Jitsuin registrieren lassen. Von einigen Banken wird der Jitsuin bei der Eröffnung eines Kontos verlangt. Auch der Kauf eines Autos, Haus und Immobilien kann den Jitsuin notwendig werden lassen. Jitsuin werden unter Verschluss gehalten. Für Material, Größe, Textinhalt und Herstellungsmethode bestehen genaue Vorschriften. Gummistempel, wie man sie in vielen Souvenirläden kaufen kann, sind als registriertes Siegel nicht zugelassen.
Auch Ausländer mit einer Alien registration card (Aufenthaltserlaubnis) sind berechtigt, ein Jitsuin zu führen. Ausländische Namen dürfen in Romaji (lateinischer Schrift), Katakana, Hiragana (Silbenschrift) oder in Kanji (chinesische Schriftzeichen) graviert werden.
Jitsuin haben den Status eines Siegels und gelten somit als einmalig und mit ihrem Besitzer verbunden.

## Herstellung, Material, Schriften
Traditionell wird ein Inkan/Hanko auf ein Ende eines kleinen Blocks aus Hartholz, Knochen, Elfenbein, Marmor oder Speckstein geschnitzt, mit einem Durchmesser zwischen 25 und 75 mm. Für die Namen werden meist die chinesischen Schriftzeichen verwendet, in der bereits vor 3.000 Jahren für diese Zwecke verwendeten Siegelschrift. Siegel für die üblichen Familiennamen können vorgefertigt gekauft werden, aber da ein Hanko ein sehr persönlicher Gegenstand ist, gehen viele Japaner zu einem Siegelmacher und wählen hochwertiges Material.

## Geschichte
Das chinesische kaiserliche Siegel von Na aus massivem Gold aus dem Jahr 57 ist das erste Zeichen der Schriftkultur in Japan. Als Autoritätssymbole waren die Hanko den direkten Vasallen des Tennō vorbehalten.
Etwa ab dem Jahr 750 sind auch Hanko anderer Adeliger nachgewiesen. Mit dem Aufstieg der Samurai begannen auch diese, sich Siegel anfertigen zu lassen. Ihnen war auch das Rot als Stempelfarbe vorbehalten.
Während der Meiji-Restauration (1868), als jeder Japaner einen Namen annehmen musste, verbreitete sich die Benutzung eines Namenssiegels in allen Bevölkerungsschichten.

## Heutige Verwendung
Im modernen Japan haben die meisten Menschen mehrere Siegel. Siegel von Männern sind oft größer als die von Frauen und Vorgesetzte in Firmen haben größere als ihre Angestellten.

## Trivia
Ein weiteres wichtiges Instrument, um sich in Japan auszuweisen, ist die Visitenkarte (名刺 meishi).
Ähnlich wie bei Banknoten hat auch beim Hanko der technologische Fortschritt zu immer besseren Möglichkeiten der Fälschung geführt.